# Cycloleberis lobiancoi
Cycloleberis lobiancoi is een mosselkreeftjessoort uit de familie van de Cylindroleberididae. De wetenschappelijke naam van de soort is voor het eerst geldig gepubliceerd in 1894 door G.W. Mueller.